# Klyvstensläktet
Klyvstensläktet (Pleiospilos) är en suckulent växtsläkte inom familjen isörtsväxter. Det finns 35 arter inom släktet klyvstenar, som till utseende och växtsätt mycket påminner om levande stenar Lithops, och tillhör de dvärgväxande suckulenterna. Bladen kan bli från fyra till åtta centimeter tjocka och är täckta med små grå prickar. 
Blomningstiden är under hösten eller vintern och blommorna kommer fram ensamma eller ibland upp till fyra efter varandra mellan samma blad. Blommorna blir upp till tio centimeter i diameter och dess centrum är alltid fyllda av en mängd ståndare. Petalerna är alltid trådsmala och färgen varierar från rent vit till olika nyanser av gult eller orangegult, men blir blekare ner mot basen. De har en stark doft som påminner om kokos.
Det vetenskapliga namnet på släktet kommer från grekiskans pleios som betyder full och spilos som betyder smutsfläck; full med fläckar, vilket kännetecknar detta släkte.
Släktet kommer ursprungligen från Sydafrika.

## Odling
Klyvstensläktet är ett lättskött växtsläkte. De ska vara placerade ljust och soligt hela året, men vattnas bara under tillväxtperioden som varar från mars till juli. Under samma period bör en kvävesvag näring tillföras en gång i månaden. Övriga del av året skall ingen bevattning alls utföras. De klarar av att stå utomhus under sommaren, förutsatt att de skyddas från regn. Placeras gärna svalare under vintern, men inte under 7ºC.
Klyvstenar trivs bra i en jordblandning som består av två delar grov sand och en del humus. De flesta arter inom detta släkte utvecklar ett mycket kraftigt rotsystem i form av pålrotliknande sidorötter. Med anledning av detta så bör de ej planteras i för små krukor. Man kan naturligtvis beskära rotsystemet vid omplantering så samma kruka kan användas igen. Vid rotbeskärning bör plantan placeras på en bänk i en vecka, på ett varmt och skuggigt ställe, så att sårytorna läks.

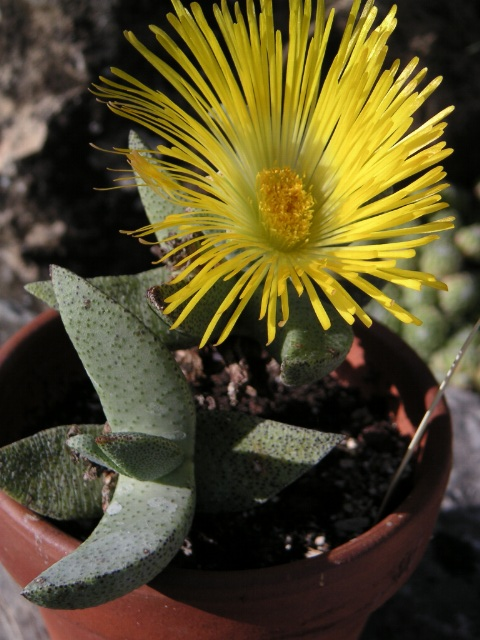
Pleiospilos rouxii
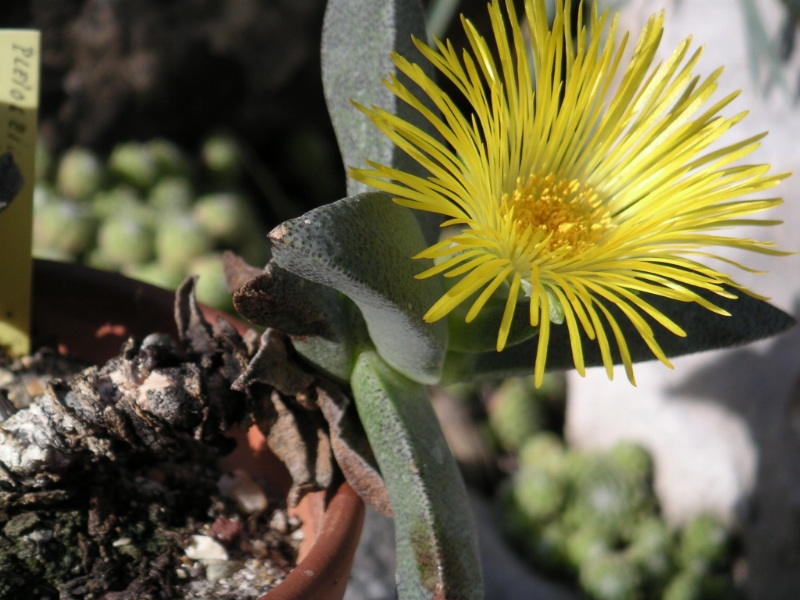
Pleiospilos nobilis
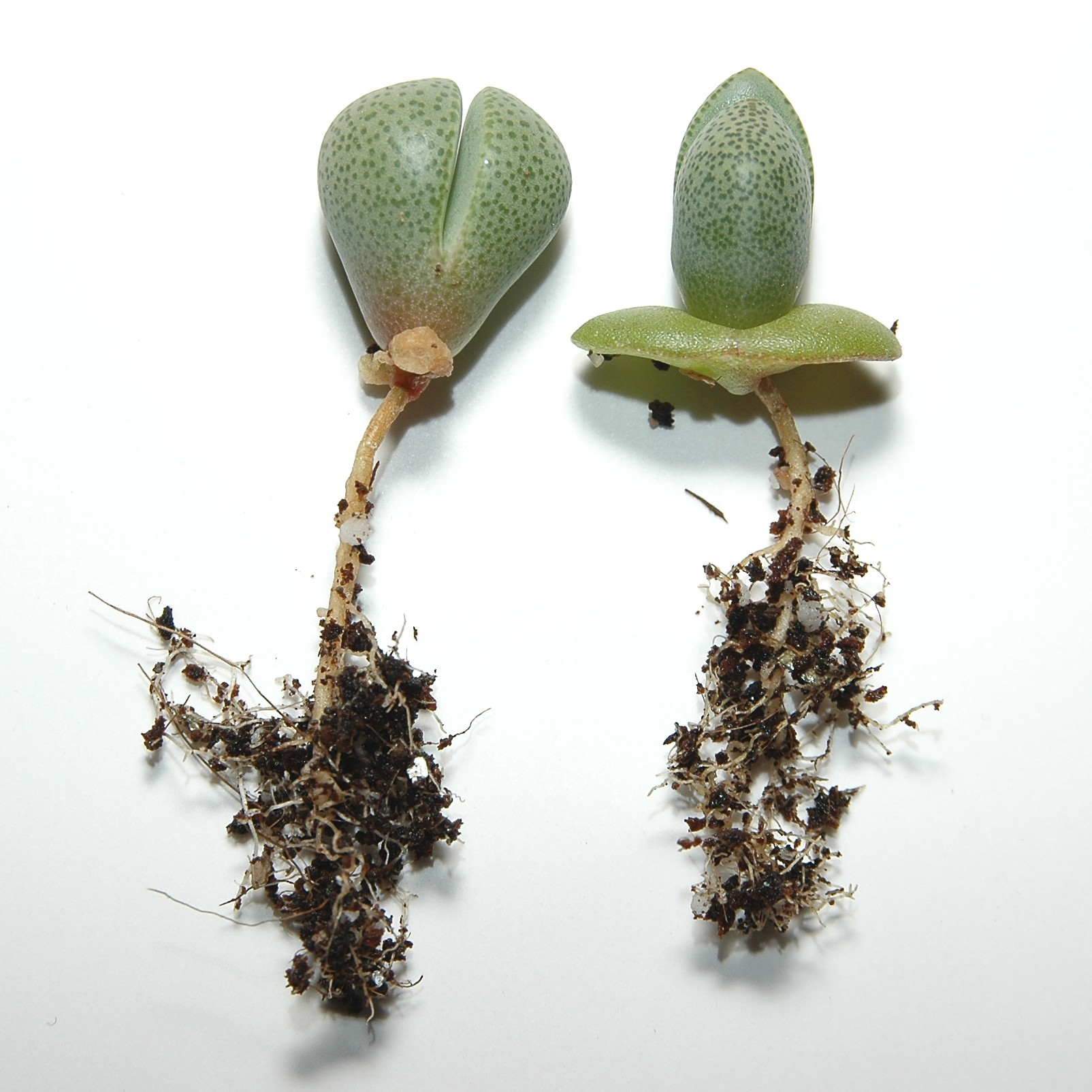
Små plantor cirka 15 mm höga, den till höger har fortfarande hjärtbladen kvar.